# アップリンク

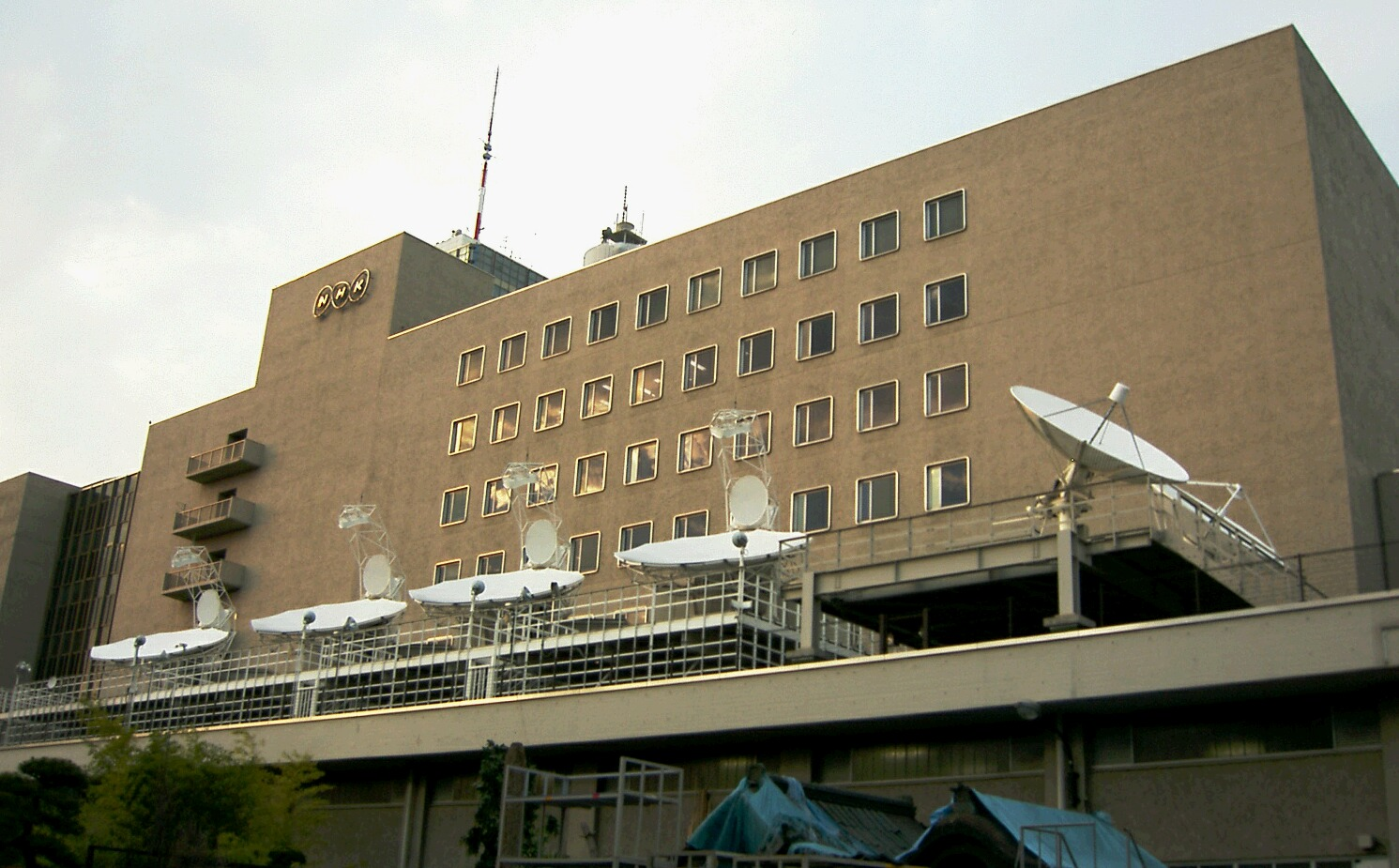
NHK放送センター東館の周囲にある衛星放送・通信衛星用アップリンク設備 パラボラアンテナ群の西側（建物裏側）。（東京都渋谷区、2007年）

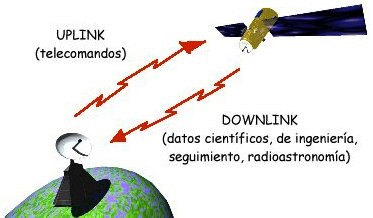
人工衛星とのアップリンク・ダウンリンクのイメージイラスト

アップリンク(uplink、up link)とは、衛星通信、あるいは衛星放送や衛星中継を利用するときに、地球局（地上局）から通信衛星に向けて送信される通信経路のこと。
反対方向の通信はダウンリンクと呼ばれる。
アップリンク側は地上に送信施設を設置するため、電源に余裕が在ることから大電力で送信できる。このため、高周波の電波を使って通信能力を向上させ、電波の減衰は高出力で補っている。しかし、ダウンリンク側は衛星の電力供給能力が限られていることから、電波の減衰抑制を優先して、アップリンク側よりも低い周波数を使用することが多い。こうした事情から衛星を利用する通信や放送では、一般的にアップリンクとダウンリンクで使用する周波数帯が異なる。